# سامي الجندي
سامي الجندي (15 ديسمبر 1921 - 14 ديسمبر 1995)، هو سياسي سوري بعثي.

## حياته
سامي الجندي هو ابن عم عبد الكريم الجندي، وقد انتقل من سلمية إلى حمص ودرس في مدرسة الروم الأرثوذكس فأتقن فيها اللغة الفرنسية، ثم انتقل إلى جامعة دمشق حيث درس طب الأسنان، وكان وقتها قد تعرف على الحياة السياسية في الجامعة، مركز القرار والثقافة والسياسة في البلاد، وفي دمشق أيضاً تعرف إلى زكي الأرسوزي، الأب الروحي لحزب البعث، وبعد تخرجه من الجامعة في عام 1944 عاد الجندي إلى سلمية ليفتتح عيادته كطبيب أسنان هناك، ولم تنقطع علاقته مع العاصمة التي بقي يتردَّد عليها دورياً للقاء السياسيين والمشاركة في بعض النشاطات، كما انتسب مبكراً إلى حزب البعث العربي الاشتراكي إيماناً منه بأيديولوجيته.
وفي عام 1958، كان أحد المتحمسين لقيام الوحدة بين سوريا ومصر إذ أصبح عضواً في مجلس الأمة في الجمهورية العربية المتحدة، كما عُيِّن مديراً للدعاية والأنباء في الإقليم الشمالي. بعد انقلاب الثامن من آذار صار عضواً في مجلس قيادة الثورة وناطقاً رسمياً باسمه، وفي نفس الوقت وزيراً للثقافة والإرشاد القومي وذلك في حكومة صلاح الدين البيطار، وفي 11 مايو من نفس العام، إثر فشل انقلاب جاسم علوان وارتفاع وتيرة الشقاق في صفوف حزب البعث، رأى الكثيرون في سامي الجندي القريب من جناحي الحزب حلاً، وطُلب منه تشكيل الحكومة، إلا أنه فشل في ذلك واستقال بعد 3 أيام واعتذر عن تشكيلها نتيجة لتدخلات اللجنة العسكرية وفرضها أسماء للحقائب الوزارية، وأصدر بياناً ألقاه عبر تلفزيون وإذاعة دمشق، يبيّن فيه رغبته بالاستقالة . ثم أصبح بعد ذلك وزيراً للإعلام، وفي أكتوبر عام 1964، أي في عهد أمين الحافظ عُيِّن سفيراً لسوريا في فرنسا وظل في منصبه ذاك حتى عام 1986. كما شارك في جميع الوفود التي ناقشت مسألة إعادة الوحدة بين سوريا ومصر من دون جدوى.
تنقل سامي بين عدة دول ثم استقر أخيراً في بيروت في عام 1972. بعد حرب لبنان 1982 تهدم منزله في بيروت، فقرر العودة إلى سلمية. وبقي هناك حتى وفاته في عام 1995.

## المؤلفات[9]

### كتبه
- عرب ويهود، دار النهار للنشر، 1968.
- صديقي إلياس، دار النهار للنشر، 1969.
- البعث، دار النهار للنشر، 1969.
- سليمان، دار الجندي للنشر، 1992.
- حارس الكلب أحداث في المنفى وقصص أخرى، دار الجندي للنشر، 1997.
- كسرة خبز، دار النهار للنشر، 1996.

### ترجماته
- الهاخاديتو - رامة الشحاذ لميغيل أنخل أستورياس، دار نينوى للدراسات والنشر والتوزيع، 2008.
- سقوط السنديان لأندريه مالرو، المؤسسة العربية للدراسات والنشر، 1981.
- مائة عام من العزلة لجابرييل جارسيا ماركيز، دار الجندي للنشر.
- سور الصين لفرانز كافكا، المؤسسة العربية للدراسات والنشر، 1982.
- بيت الأرواح لإيزابيل الليندي، دار الجندي للنشر، 1998.
- مجنون إلسا للويس أراغون، دار الجندي للنشر، 2007.